# Monte d'Indisi, Montagna dei Cavalli, Pizzo Pontorno e Pian del Leone
Monte d'Indisi, Montagna dei Cavalli, Pizzo Pontorno e Pian del Leone este o arie protejată (arie specială de conservare — SAC, sit de importanță comunitară — SCI) din Italia întinsă pe o suprafață de 2.432 ha, integral pe uscat.

## Localizare
Centrul sitului Monte d'Indisi, Montagna dei Cavalli, Pizzo Pontorno e Pian del Leone este situat la coordonatele 37°39′37″N 13°26′39″E / 37.660149°N 13.444226°E.

## Înființare
Situl Monte d'Indisi, Montagna dei Cavalli, Pizzo Pontorno e Pian del Leone a fost declarat sit de importanță comunitară în septembrie 1995 pentru a proteja 1 specie de plante și 20 de specii de animale. Situl a fost protejat și ca arie specială de conservare în decembrie 2015.

## Biodiversitate
Situată în ecoregiunea mediteraneană, aria protejată conține 9 habitate naturale: Galerii de Salix alba și de Populus alba, Pante stâncoase calcaroase cu vegetație casmofită, Grohotișuri termofile și vest-mediteraneene, Păduri de Quercus ilex și Quercus rotundifolia, Fânețe de joasă altitudine (Alopecurus pratensis, Sanguisorba officinalis), Păduri de stejar alb estice, Pseudostepă cu ierburi și specii anuale de Thero-Brachypodietea, Tufărișuri termo-mediteraneene și de pre-deșert, Lacuri eutrofice naturale cu vegetație de tip Magnopotamion sau Hydrocharition.
La baza desemnării sitului se află mai multe specii protejate:
- plante (1): Leontodon siculus
- păsări (20): ciocârlie-de-câmp (Alauda arvensis), Alectoris graeca whitakeri, fâsă-de-câmp (Anthus campestris), Aquila fasciata, ciocârlie-cu-degete-scurte (Calandrella brachydactyla), erete alb (Circus macrourus), dumbrăveancă (Coracias garrulus), prepeliță (Coturnix coturnix), Falco biarmicus, Falco naumanni, șoim călător (Falco peregrinus), sfrânciocul cu frunte neagră (Lanius minor), sfrâncioc cu cap roșu (Lanius senator), ciocârlie de pădure (Lullula arborea), ciocârlie de bărăgan (Melanocorypha calandra), gaia neagră (Milvus migrans), gaia roșie (Milvus milvus), vultur egiptean (Neophron percnopterus), pietrar mediteranean (Oenanthe hispanica), turturică (Streptopelia turtur)

Pe lângă speciile protejate, pe teritoriul sitului au mai fost identificate 70 de specii de plante, 2 specii de mamifere, 13 specii de nevertebrate, 4 specii de reptile.